# Stactobia bofur
Stactobia bofur är en nattsländeart som beskrevs av Schmid 1983. Stactobia bofur ingår i släktet Stactobia och familjen smånattsländor. Inga underarter finns listade i Catalogue of Life.